# Liste der Landesstraßen in Baden-Württemberg ab der L 1200
Diese Liste enthält die Landesstraßen in Baden-Württemberg ab der L 1200. Es sind Landesstraßen im ehemaligen Regierungsbezirk Nordwürttemberg und in dessen unmittelbar angrenzenden Gebieten.
Diese Seite enthält die Landesstraßen bis zur L 1361. Die weiteren Landesstraßen stehen auf den folgenden Seiten:
- Liste der Landesstraßen in Baden-Württemberg ab der L 67
- Liste der Landesstraßen in Baden-Württemberg ab der L 230
- Liste der Landesstraßen in Baden-Württemberg ab der L 500
- Liste der Landesstraßen in Baden-Württemberg ab der L 1000
- Liste der Landesstraßen in Baden-Württemberg ab der L 2000

## Liste
Nicht vorhandene bzw. nicht nachgewiesene Landesstraßen sind kursiv gekennzeichnet, ebenso Straßen und Straßenabschnitte, die unabhängig vom Grund (Herabstufung zu einer Kreis- oder Gemeindestraße oder Höherstufung) keine Landesstraßen mehr sind.
Der Straßenverlauf wird in der Regel von Nord nach Süd und von West nach Ost angegeben.
| Nr.     | Verlauf |
| ------- | --- |
| L 1200a | L 1016 in Stuttgart-Degerloch/Stuttgart-Sillenbuch – L 1198 in Stuttgart-Heumaden – Ostfildern-Ruit – Ostfildern-Parksiedlung – L 1192 in Ostfildern-Nellingen – L 1192/L 1202 in Ostfildern-Nellingen – L 1204 in Denkendorf – Köngen-Buchenhöfe – in Köngen – L 1250 in Wendlingen am Neckar-Unterboihingen – Wendlingen am Neckar – Wendlingen am Neckar-Bodelshofen – Kirchheim unter Teck-Ötlingen – L 1200a in Kirchheim unter Teck – L 1207 in Kirchheim unter Teck – L 1201 in Kirchheim unter Teck – in Kirchheim unter Teck – Kirchheim unter Teck-Jesingen – Weilheim an der Teck-Gewerbegebiet – Holzmaden – L 1214 in Weilheim an der Teck – L 1213 in Weilheim an der Teck – L 1212 – Neidlingen – Wiesensteig-Eckhöfe – L 1236 in Wiesensteig – Mühlhausen im Täle-Todsburg – in Mühlhausen im Täle |
| L 1200a | / in Kirchheim unter Teck – L 1200 in Kirchheim unter Teck – (Abzweig zur Kirchheim unter Teck) – L 1200/L 1207 in Kirchheim unter Teck |
| L 1201a | L 1199 in Weinstadt-Endersbach – Weinstadt-Seemühle – Weinstadt-Strümpfelbach – Weinstadt-Naturfreundehaus – Aichwald (Schurwald)-Schanbach – Aichwald (Schurwald)-Aichschieß – L 1150 – Plochingen-Stumpenhof – L 1192 in Plochingen – (Abzweig zur in Plochingen) – Hochdorf – Hochdorf-Aspen – Notzingen – (Abzweig zur in Kirchheim unter Teck) – L 1200/L 1207 in Kirchheim unter Teck |
| L 1202a | L 1192 in Neuhausen auf den Fildern-Hagenauer Hof – – L 1204 – L 1205 in Wolfschlugen |
| L 1204a | L 1202 in Neuhausen auf den Fildern – L 1200 in Denkendorf – Denkendorf-Talhof – in Deizisau – L 1192 in Altbach |
| L 1205a | in Stuttgart-Vaihingen – L 1192 in Stuttgart-Vaihingen – in Stuttgart-Möhringen – Stuttgart-Chausseefeld – Stuttgart-Steckfeld – Stuttgart-Hohenheim – Stuttgart-Plieningen – L 1192 – /L 1016 – in Filderstadt-Bernhausen – L 1209 in Filderstadt-Bernhausen – Filderstadt-Sielmingen – L 1202 in Wolfschlugen – Nürtingen-Hardt – L 1185 in Nürtingen-Oberensingen – in Nürtingen-Oberensingen |
| L 1207a | in Wernau (Neckar) – L 1250 in Wernau (Neckar) – Wernau (Neckar) – Wernau (Neckar)-Freitagshof – L 1200/L 1200a in Kirchheim unter Teck – L 1201 in Kirchheim unter Teck – in Kirchheim unter Teck |
| L 1208a | in Leinfelden-Echterdingen-Echterdingen – L 1192 in Leinfelden-Echterdingen-Echterdingen – Leinfelden-Echterdingen-Leinfelden – Steinenbronn – L 1185 in Waldenbuch – Waldenbuch-Kronehof – Dettenhausen – Tübingen-Bebenhausen – in Tübingen-Lustnau |
| L 1208a | L 1192 in Leinfelden-Echterdingen-Echterdingen – in Filderstadt-Bernhausen |
| L 1208b | in Neckartenzlingen – in Neckartenzlingen-Klettenbach/Neckartenzlingen-Schleieräcker |
| L 1209a | L 1204 – – Neuhausen auf den Fildern – Filderstadt-Sielmingen – L 1205 in Filderstadt-Bernhausen – in Filderstadt-Bernhausen – Filderstadt-Plattenhardt – Filderstadt-Seyserhof – Filderstadt-Zeilhof – Filderstadt-Bonlanden – Filderstadt-Hofverkauf Bauer Handte – Filderstadt-Schäferstadt – L 1185 in Waldenbuch-Burkhardtsmühle |
| L 1210a | L 210 – Neuffen-Kappishäusern – Kohlberg – L 1250 in Neuffen – Beuren-Balzholz – Beuren-Balzholz – Beuren – L 1254 in Beuren – Owen-Bellerhof – in Owen |
| L 1211a | – Lenningen-Schlattstall – Grabenstetten – in Bad Urach |
| L 1212a | L 1200 – Weilheim an der Teck-Hungerbergwasenhof – Weilheim an der Teck-Hepsisau – Weilheim an der Teck-Lichteneck – Bissingen an der Teck-Randeck – Lenningen-Vogelloch – Lenningen-Schopfloch – in Lenningen-Schlatterhöhe |
| L 1213a | L 1200 in Weilheim an der Teck – Weilheim an der Teck-Hagelholz – Gruibingen-Kaltenwanghof/Weilheim an der Teck-Kaltenwanghof – in Gruibingen – L 1217 in Gruibingen |
| L 1214a | L 1200 in Weilheim an der Teck – Weilheim an der Teck-Tobelwasen – – Aichelberg – Zell unter Aichelberg – Bad Boll-Herrnhuter Siedlung – Bad Boll – Göppingen-Bezgenriet – Göppingen-Jebenhausen – Göppingen-Südstadt – (Abzweig zur in Göppingen-Oberstadt) – (Abzweig zur L 1217 in Göppingen-Südstadt) – L 1075/L 1217 in Göppingen-Südstadt – Göppingen-Bodenfeld – Eislingen/Fils – Salach – in Süßen – Gingen an der Fils – / in Gingen an der Fils-Immenreich |
| L 1217a | L 1075/L 1214 in Göppingen-Südstadt – in Göppingen-Südstadt – L 1218 in Göppingen-Südstadt – Heiningen-Eitleshof – Heiningen – Gammelshausen – L 1213 in Gruibingen – / in Mühlhausen im Täle |
| L 1218a | L 1217 in Göppingen-Südstadt – Göppingen-Holzheim – Göppingen-St. Gotthardt – Göppingen-Manzen – Göppingen-Ursenwang – Schlat – Deggingen-Gairenhof – Deggingen-Erlenwasen – Deggingen-Erlenhof – in Deggingen-Reichenbach im Täle |
| L 1219a | (jetzt K 1403) L 1075 in Göppingen-Südstadt – Eislingen/Fils – Salach – in Süßen |
| L 1221a | L 1162 – Bartholomä-Rötenbach – Böhmenkirch-Heidhöfe – in Böhmenkirch – Böhmenkirch-Lindenhof – Böhmenkirch-Hackmesser – L 1229 in Böhmenkirch-Steinenkirch – Geislingen an der Steige-Untere Roggenmühle – L 1164 in Geislingen an der Steige-Eybach – L 1224 in Geislingen an der Steige – in Geislingen an der Steige-Altenstadt |
| L 1224a | L 1221 in Geislingen an der Steige – in Geislingen an der Steige |
| L 1225a | L 1147 in Schorndorf-SOS Kinderdorf – Schorndorf-Oberberken – Schorndorf-Unterberken – Uhingen-Holzhausen – L 1192 in Uhingen – / in Uhingen |
| L 1229a | L 1221 in Böhmenkirch-Steinenkirch – Böhmenkirch-Königshof – L 1164 in Gerstetten-Ziegelhütte – Liste der Landesstraßen in Baden-Württemberg ab der L 1000#L 1164 in Böhmenkirch-Waldhausen – Amstetten-Schalkstetten – Amstetten-Stubersheim – Amstetten-Hofstett-Emerbuch – L 1232 in Lonsee-Ettlenschieß – L 1170 in Lonsee |
| L 1230a | in Geislingen an der Steige – L 1231 in Geislingen an der Steige – Geislingen an der Steige-Türkheim – L 1232 in Nellingen – L 1233 in Nellingen – – L 1234 in Merklingen – L 230 in Laichingen-Machtolsheim – L 1236 in Berghülen – Blaubeuren-Hessenhöfe – Blaubeuren-Vorderer Hessenhof – |
| L 1231a | in Geislingen an der Steige – L 1230 in Geislingen an der Steige |
| L 1232a | L 1230 in Nellingen – Nellingen-Oppingen – Amstetten-Reutti – in Amstetten-Amstetten-Bahnhof – L 1229 in Lonsee-Ettlenschieß – L 1165 in Weidenstetten – Neenstetten – Neenstetten-Eisentalhöfe – Börslingen – L 1079 in Nerenstetten – L 1170 in Langenau – Langenau-Riedhöfe – Landesgrenze – (GZ 4 im Landkreis Günzburg, Bayern) |
| L 1233a | L 1230 in Nellingen – Nellingen-Aichen – L 1243 in Dornstadt-Scharenstetten – L 1234 in Dornstadt-Scharenstetten – Dornstadt-Kalmenhof – Dornstadt-Temmenhausen – Dornstadt-Eschenlau – Dornstadt-Tomerdingen – |
| L 1234a | L 1230 in Merklingen – L 1233 in Dornstadt-Scharenstetten |
| L 1236a | L 1200 in Wiesensteig – Wiesensteig-Lämmerbuckel – L 252 in Westerheim – Laichingen – L 230 – in Laichingen-Suppingen – L 1230 in Berghülen – Berghülen-Bühlenhausen – Blaubeuren-Asch – Blaustein-Wippingen – in Blaustein-Herrlingen |
| L 1239a | L 1165 in Beimerstetten – in Dornstadt – Dornstadt-Bollingen – in Blaustein-Herrlingen/Blaustein-Klingenstein |
| L 1242a | L 240 in Ulm-Unterweiler – Staig-Altheim ob Weihung – L 1261 in Staig-Weinstetten |
| L 1243a | L 1233 in Dornstadt-Scharenstetten – in Lonsee-Luizhausen – L 1170 in Lonsee-Halzhausen |
| L 1244a | in Blaustein-Klingenstein – Blaustein-Arnegg – Ulm-Salenhau – Ulm-Allewind – Ulm-Eggingen – L 240 in Erbach |
| L 1250a | L 1192 in Plochingen – L 1207 in Wernau (Neckar) – … – L 1200 in Wendlingen am Neckar-Unterboihingen – Oberboihingen – Nürtingen-Zizishausen – in Nürtingen – Frickenhausen – Frickenhausen-Linsenhofen – L 1210 in Neuffen – L 250 |
| L 1254a | L 1210 in Beuren |
| L 1261a | L 260 – Illerkirchberg-Beutelreusch – Staig-Steinberg – Staig – L 1242 in Staig-Weinstetten – L 261 in Hüttisheim |
| L 1268a | L 259 in Schwendi-Orsenhausen – Schwendi-Sießen im Wald – Schwendi-Hörenhausen – L 280 – L 260 in Dietenheim – Landesgrenze – (St 2018 in Bayern) |
| L 1357a | L 357 – in Deckenpfronn |
| L 1358a | L 358 in Wildberg-Sulz am Eck – in Herrenberg-Kuppingen |
| L 1359a | L 1184 – Gäufelden-Tailfingen – L 359 |
| L 1361a | L 361 – Mötzingen – Nagold-Buchhof – – … – L 1184 in Bondorf – Bondorf-Wurmfeld – L 361 |